# 199P/Shoemaker
199P/Shoemaker (Shoemaker 4) – kometa krótkookresowa z rodziny komet Jowisza.

## Odkrycie
Kometę tę odkryli 14 października 1994 roku Carolyn i Eugene Shoemakerowie. 

## Orbita komety i właściwości fizyczne
Orbita komety 199P/Shoemaker 4 ma kształt elipsy o mimośrodzie 0,5. Jej peryhelium znajduje się w odległości 2,94 au, aphelium zaś 8,97 au od Słońca. Jej okres obiegu wokół Słońca wynosi 14,53 roku, nachylenie do ekliptyki to wartość 24,77˚.
Średnica jądra tej komety to maksymalnie kilka kilometrów.